# Porta Nuova (Verona)
Puerta Nueva es un edificio monumental a la entrada de la ciudad de Verona, Italia, erigido entre el 1532 y el 1540 sobre proyecto del arquitecto Michele Sanmicheli en el ámbito de un importante renovación de la cintura muralla meridional de la ciudad. Esta fue juzgada muy positivamente por Giorgio Vasari, el cual afirma que nunca hubo «otra obra de mayor grandeza ni mejor entendida».

## Proyecto urbanístico
Dos deliberaciones del Senado Veneto (la primera el 15 de diciembre de 1530 y la segunda el 5 de enero de 1531) ordenaron la destrucción de la muralla del largo lado interior de la ciudadela de los Visconti, "para la comodidad y el gusto  de nuestra ciudad", y al mismo tiempo la renovación de la muralla exterior de la ciudadela, gravemente dañada por la guerra de 1516; un proyecto de este tipo tenía que incluir, sin duda, la sustitución de la antigua puerta que se encontraba donde más tarde se construyó Puerta Nueva.
Después de un periodo en el cual los trabajos para el refuerzo de los fortalecimientos de Verona se prolongaron con una cierta incertidumbre y desorganización, cuando Michele Sanmicheli se nombró arquitecta responsable de los fortalecimientos de Verona ("inzener sobre las fábricas"; el nombramiento dio lugar en el octubre de 1530, pero fue efectivo sólo del mayo 1531), los trabajos para la realización de las obras militares prosiguieron con más rapidez. La primera obra de Sanmicheli fue el baluarte de la Santísima Trinidad, que comenzó el año siguiente a su nombramiento, seguido en los años siguientes por obras en el baluarte de los Reformados, San Bernardino, San Zeno, España y finalmente el baluarte de San Francisco, así como una serie de caballeros intermedios. Esta serie de obras implicó la construcción de tres puertas: la primera fue la Porta Nuova (1532), seguida de la Porta San Zeno (1541) y la Porta Palio (1547).

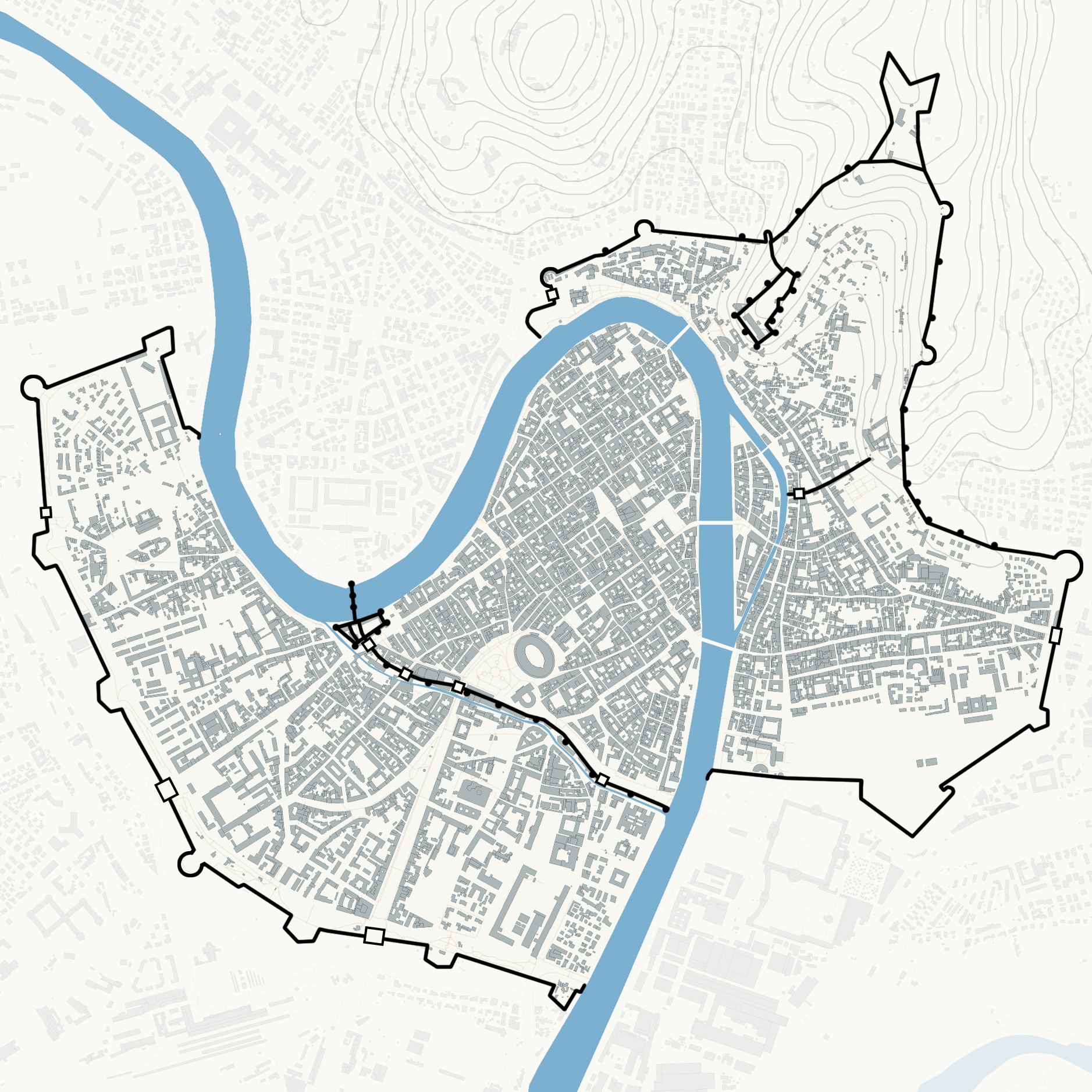
Mapa de Verona en la época de la Serenísima; la calle que sale hacia el sur-suroeste es via della Porta Nuova, que cruza las murallas pasando por Puerta Nueva.

Porta Nuova, situada entre el bastión de la Santísima Trinidad y el bastión de los Reformados, se construyó en conjunción con el reordenamiento de las murallas entre estos dos bastiones y el desmantelamiento de la muralla divisoria que dividía la ciudadela fortificada de Verona del resto de la ciudad. 
Fue precisamente en este contexto que Sanmicheli tuvo la oportunidad de utilizar un nuevo concepto urbano de Verona, que tenía como punto focal la Porta Nuova, que, en comparación con las puertas creadas anteriormente, aportó una innovación radical: daba acceso a una larga calle recta (la calle Porta Nuova, construida en 1535) que llegaba directamente, a través de las puertas del Bra, a la Arena (cerca de la cual unos años más tarde Sanmicheli construyó el Palazzo degli Honorij).

El proyecto de Sanmicheli está dirigido principalmente a la renovación urbana, que es predominante con respecto a la razón militar: se fijó el objetivo de apoyar el poderoso empuje dinámico del organismo urbano hacia el sur. Desde el punto de vista militar, Sanmicheli veía a Porta Nuova como un elemento de las murallas meridionales de la ciudad de Verona y en función de ello pensó en los dos bastiones que construyó a su lado, el bastión Barbarigo y el bastión Faler. Desde el punto de vista urbanístico, la construcción de la nueva puerta tenía como uno de sus objetivos principales la valorización de la Arena y la reanudación del esquema urbanístico romano basado en ejes rectilíneos ordenados, en contraposición a las construcciones desordenadas de la época medieval; este programa, que desde el punto de vista simbólico pretendía redescubrir las raíces romanas de la ciudad, desde el punto de vista práctico favorecía el comercio entre el campo y la zona de Piazza Bra.

## Historia

### Construcción
La construcción de la Porta Nuova comenzó con la construcción del prospecto hacia el campo, bajo la jurisdicción del Podestá Giovanni Dolfin y el Capitán Leonardo Giustinian (cuyos escudos son todavía visibles en la fachada) en 1532, como se informa en el informe del Capitán Lorenzo Donato en 1571. Una inscripción sobre el ático mencionado por Scipione Maffei en 1732 (ya no existe) llevaba la fecha de 1533. En 1535 la elevación hacia el campo, así como hacia el interior, estaba casi terminada: sólo faltaba el león de San Marcos para colocarlo sobre el ático, que era "muy grande y difícil de mover", según se informó en un informe del 16 de marzo de ese año.

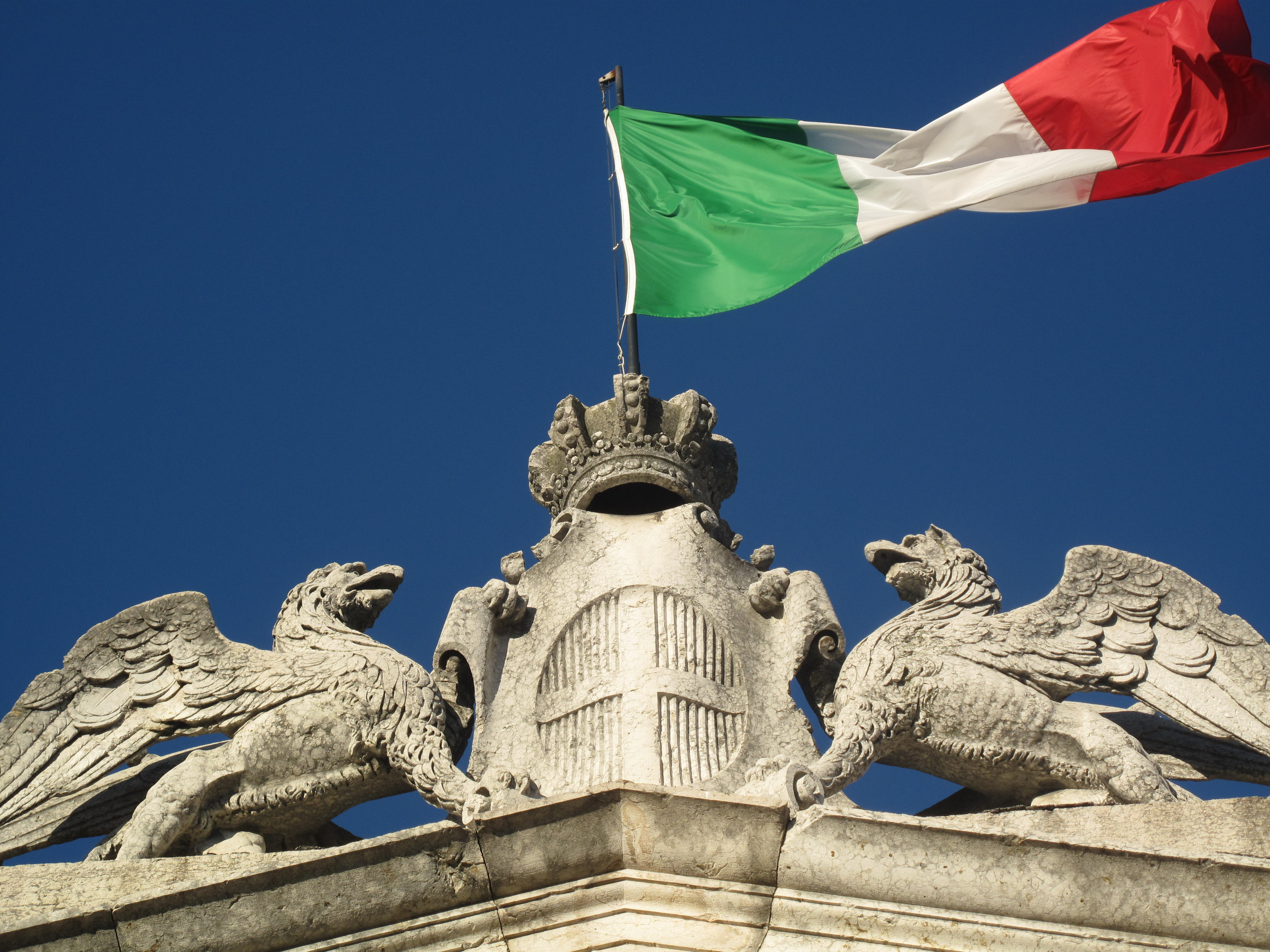
El actual grupo escultural situado por encima de Puerta Nueva, dirigido hacia el sur, con arriba el Tricolore italiano

Las obras del prospecto hacia la ciudad se iniciaron en 1535, según se informa en una inscripción citada por Scipione Maffei en 1732 (ya no existe), y se terminaron alrededor de 1540, según se informa en los mandatos del Podesta Cristoforo Morosini y del capitán Giacomo Marcello (cuyos escudos de armas son todavía visibles en la fachada). La fecha de 1540 se muestra en una inscripción en el tímpano central de la fachada hacia la ciudad. Ese mismo año, cuando el prospecto hacia la ciudad estaba casi terminado, tuvo lugar la apertura oficial del portón, que un informe del 26 de julio de ese año fijó en el 1 de agosto.
La cobertura de la puerta, pero, quedó para muchos años provisionales, como indicado por dos informes del 21 de julio de 1550 y del 1564. El techo se completó entorno al 1570: se cita como finalizado en el informe del capitán Lorenzo Donado en el 1571.

### Modificaciones subsiguientes
El león de San Marco estuvo destruido por los Giacobini en el 1801 y a continuación sustituido con un grupo compuesto del águila imperial bicipite (luego quemada) y de una corona.

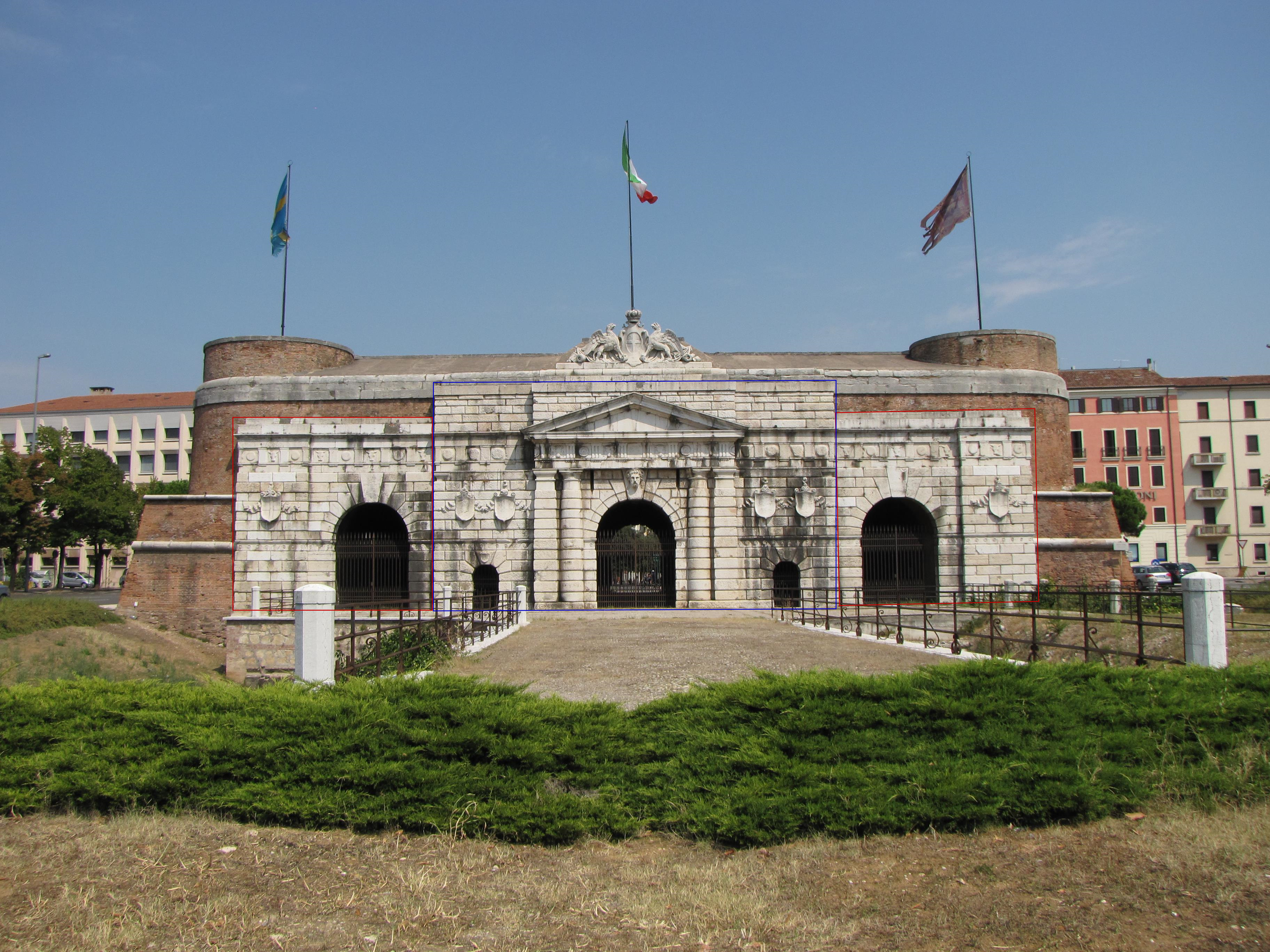
Puerta Nueva: son evidenciáis en rojo las agregadas ottocentesche austríacas frente a la masa sanmicheliano original de la puerta, evidenciado en azul

La forma actual de la puerta es similar a la original de San Michele, aunque durante la ocupación austriaca la puerta sufrió considerables alteraciones, en particular en la fachada hacia el campo: en 1852 se añadieron los dos arcos laterales, lo que hizo que se perdiera el ritmo entre el arco central y los dos arcos laterales más pequeños; también se abrió un pasillo que conectaba las habitaciones interiores detrás de la luz más pequeña de la derecha y, en el frente hacia la ciudad, se cerraron las dos aberturas rectangulares a ambos lados del frontón. La intervención del siglo XIX, que en cualquier caso sigue siendo fiel al diseño y la técnica de construcción de Sanmicheli, puede identificarse fácilmente según el "nivel decididamente inferior" de la cubierta rústica.

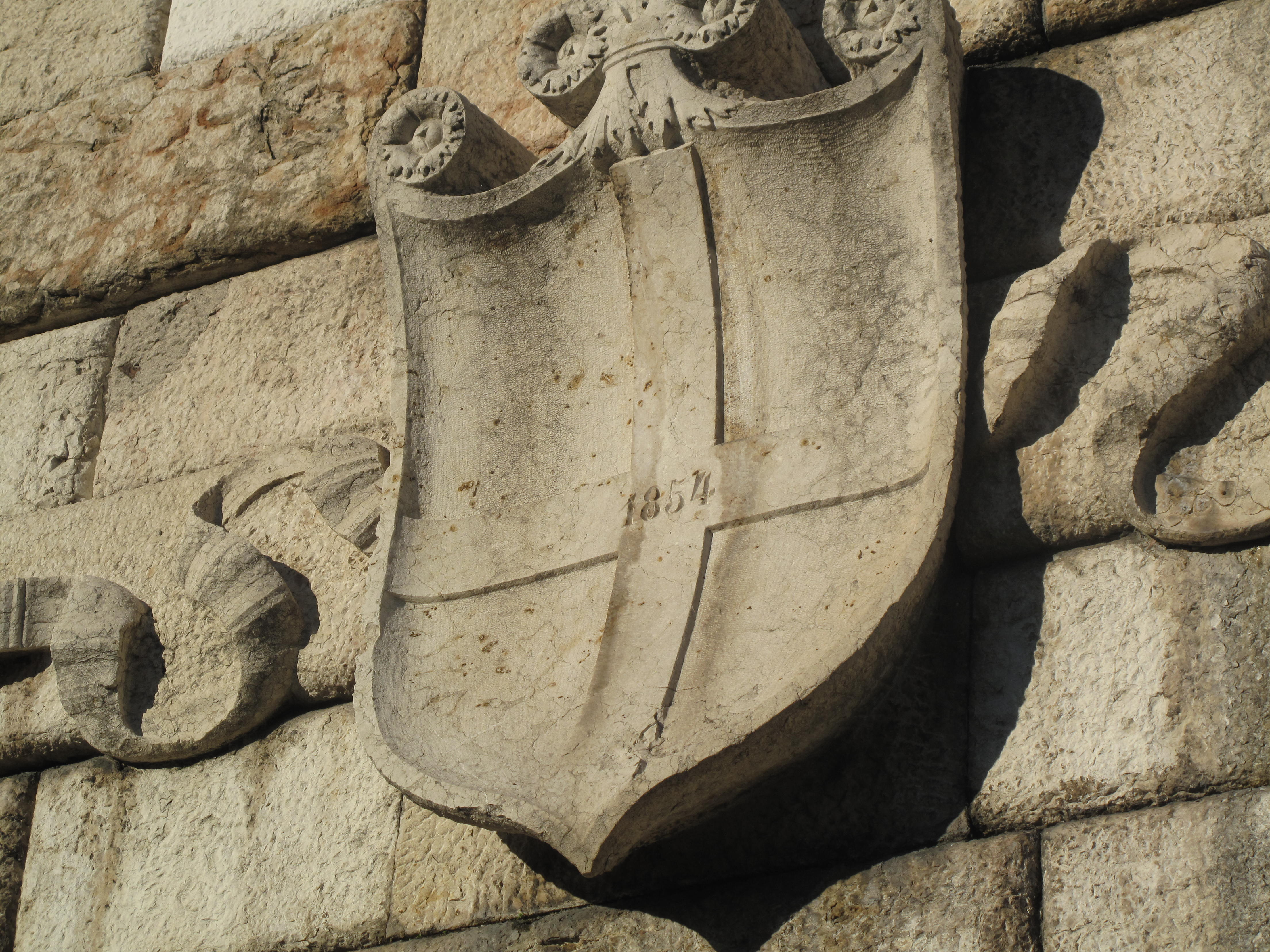
Stemma recante la fecha de la ampliación del 1854, fachada exterior de Puerta Nueva

Para hacer frente al tráfico civil, en 1854 se abrió el arco derecho (con respecto a la fachada exterior), seguido en 1900 por el arco izquierdo: en la fachada interior las nuevas aperturas sustituyeron a las ventanas de las habitaciones laterales, originalmente destinadas a la guardia (la habitación izquierda, de hecho, todavía conserva una gran chimenea); en la misma ocasión se demolió el doble tramo de escaleras internas que conducía al tejado y a los postes del caballero.
La zona situada frente a la puerta sufrió importantes transformaciones a lo largo de los siglos; en el siglo XIX, en particular, la planificación urbana se vio influida por la construcción de la estación de ferrocarril del mismo nombre en Verona Porta Nuova, construida a lo largo de la vía férrea Milán-Venecia. En la misma zona, entre 1884 y 1951, se encontraba la estación terminal de la red de tranvías de la ciudad, "Porta Nuova".
La puerta perdió su función en 1912, cuando se abrieron brechas en las murallas maestras de sus lados, interrumpiendo su continuidad para dar paso a los carriles de tráfico entrante y saliente.

## Descripción

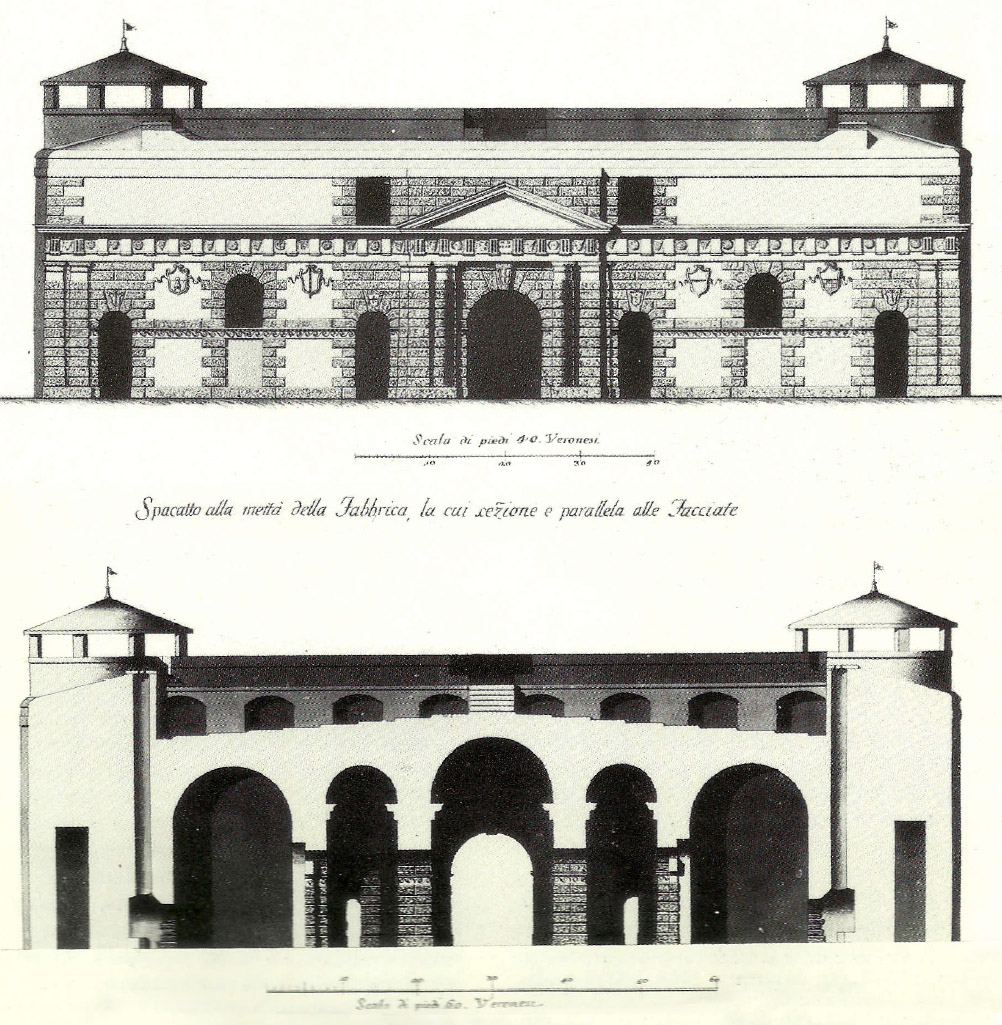
Dibujo de como se presentaba el lado hacia ciudad de la puerta primera de las modificaciones del siglo XIX

Francesco Maria I Della Rovere, Capitán General, quería que las puertas estuvieran "en un lugar abierto y para la recta entre dos panzas", que no estuvieran "encantadas y en revoluciones" como las de Ferrara y que en el centro de la cortina entre las dos murallas hubiera un caballero para colocar la artillería.
El bloque que componía la estructura de la puerta daba la impresión de formar parte de los muros, ya que no se proyectaba hacia los lados más allá del muro cortina y su altura era particularmente limitada, lo que la hacía menos vulnerable al fuego de artillería enemigo. El bloque tenía dos torres circulares a los lados, utilizadas por los centinelas, cuya forma permitía una excelente vista de los alrededores. La parte superior descubierta de la puerta se utilizó como caballero (según Scipione Maffei este sería "el primer ejemplo de la puerta que sirve a la vez como caballero"): esto explica la considerable anchura de la puerta, necesaria para maniobrar la artillería, y el grosor de los muros y pilares, necesarios para soportar su peso y las vibraciones de los disparos de los cañones.
La planta, rectangular, se articula como un sistema de tres carriles particularmente elaborado, caracterizado por cuatro grandes pilares con pilastras dóricas que los separan y a los que correspondían las pilastras de los muros laterales; desde los carriles laterales se accedía a los puestos de guardia, con chimeneas, y a pequeñas habitaciones que podían utilizarse como celdas. Los interiores están casi totalmente cubiertos de rusticación. Se podía acceder a la puerta desde el campo gracias a unos puentes levadizos de madera que descendían hasta el puente fijo de mampostería, que cruzaba el profundo foso con maestría.

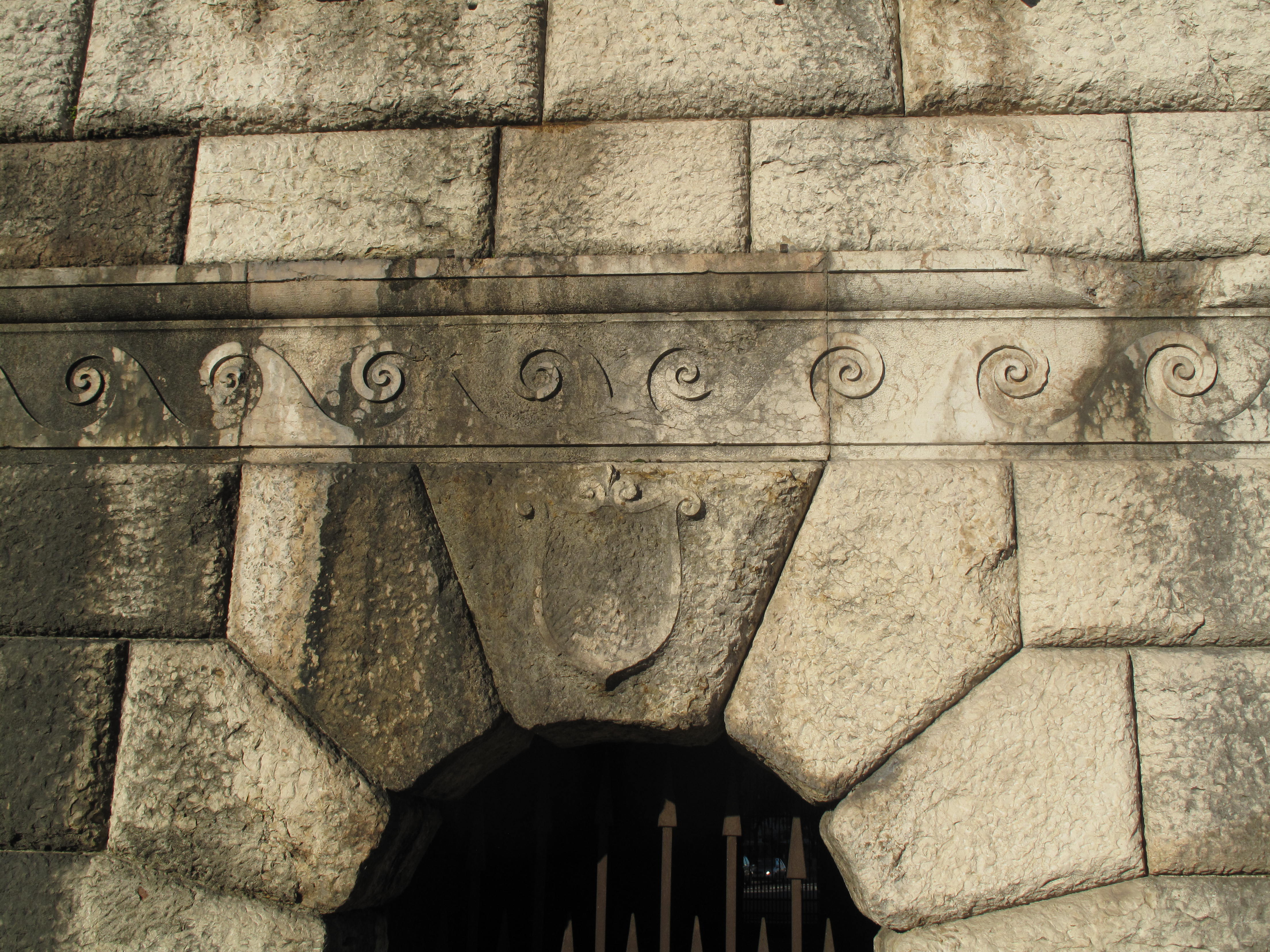
Fregio a perro corriente, fachada exterior de Puerta Nueva

La obra recupera algunos elementos de la arquitectura de la antigua Roma, especialmente de las antigüedades veronesas: la Arena de Verona, para el uso del orden dórico y la rusticación; el Arco de Júpiter Ammón, evocado mediante el uso de la clave del arco central de la fachada principal del rostro de Júpiter Ammón, símbolo que alude al poder, la realeza y la fuerza, muy similar a la clave del antiguo arco veronés que se encontraba entre el Corso Porta Borsari y la Vía Quattro Spade, hoy en el Museo Lapidario Maffeiano; la fachada más antigua de Porta Leoni, para el uso del actual friso de perros. Estas referencias, que eran funcionales al programa político de la República de Venecia (que quería munir y decorar las ciudades que controlaba, recordando la grandeza de la antigua Roma), se fundieron firmemente con las dos funciones prácticas del edificio: fácil comunicación entre la ciudad y el campo y parte del sistema defensivo de la ciudad.

### Fachada exterior
La elevación hacia el campo retoma el esquema compositivo clásico del arco triunfal, pero, gracias a las formas masivas y a la rusticación que cubría completamente la puerta, asumió una visión más amenazadora y severa. La fachada está dividida en la parte central con el portal principal, en el que las medias columnas y las puertas acopladas sostienen un tímpano, y en dos partes laterales ligeramente retrasadas con pequeños portales, a los que se añadieron otros dos grandes arcos laterales en el siglo XIX. El suelo del ático, por otro lado, soportaba el león de San Marcos, más tarde sustituido por el grupo escultórico con dos grifos, entre los que se encuentra el escudo de armas con el águila bicéfala, más tarde desgastado.

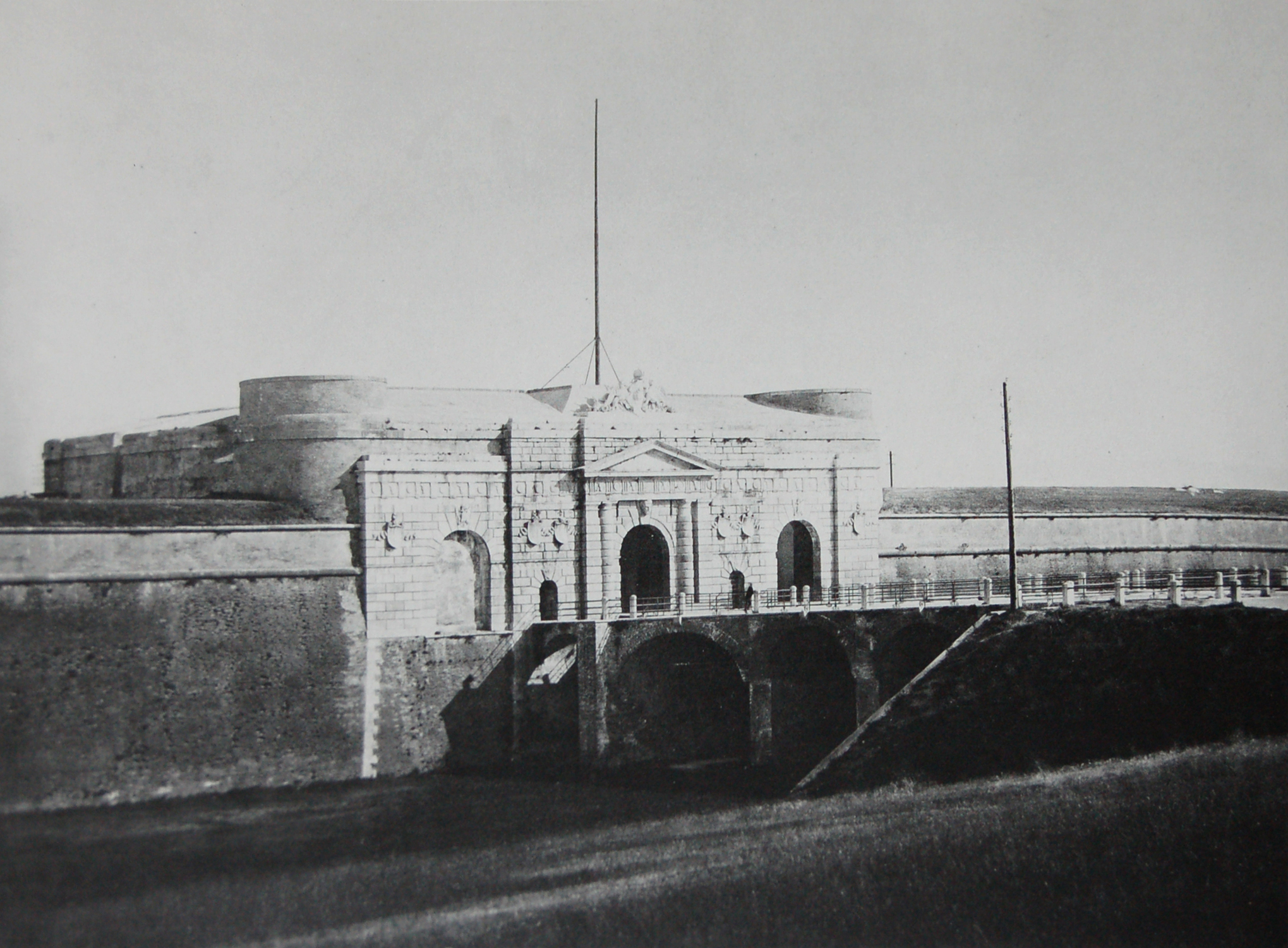
Puerta Nueva vista del lado campaña en una fotografía scattata en los años sesenta del Ochocientos de Moritz Lotze.

Esta fachada tenía un orden dórico particularmente macizo y robusto, sin base, y una vestimenta completamente cubierta de sillería tosca, incluyendo las semicolumnas y las puertas, mientras que el friso, que contiene metopas y triglifos, parece casi tallado. El uso contemporáneo del orden dórico y de la sillería rústica no era nuevo, ya se había utilizado en edificios anteriores y en edificios contemporáneos a éste, pero esta combinación también está presente en la Arena de Verona, que se encontraba justo al final del nuevo trazado que se estaba formando. Esta combinación de orden dórico y sillería le dio a la fachada un carácter de indestructibilidad y fortaleza, muy adecuado para la arquitectura militar.

### Fachada interior
La fachada posterior se extiende a lo largo de toda la longitud del bloque: la parte central reproduce fielmente la de la fachada frontal, mientras que los laterales se extienden a través de una secuencia de tres aberturas en arco de igual tamaño. La abertura más cercana al final de la puerta daba acceso a las escaleras, la intermedia era una ventana del piso superior, finalmente la última permitía el acceso al interior. En este caso, no sólo se utilizaron sillares rústicos, sino también ladrillo, lo que dio a la fachada un aspecto menos amenazador que el del campo. Además, mientras que el mármol rojo de Verona se usaba para la fachada delantera, la toba menos noble se usa para la fachada trasera.